# Jean Kestergat
Jean-Marie van der Dussen de Kestergat dit Jean Kestergat ou « J. K.», né le 8 avril 1922 à Ottignies et mort le 27 juillet 1992 à Kester, est un journaliste et écrivain belge.

## Biographie
Jean Kestergat passe son enfance au château d'Ottignies.
Grand reporter, il est pendant près de 40 ans journaliste à La Libre Belgique (jusqu’en 1987), signant ses articles sous les initiales J. K.
Il était considéré comme un grand spécialiste de l’Afrique. Outre ses reportages régulièrement publiés, il a écrit des livres, sur l’Afrique, et des romans.
Il était membre associé et honorariat de l'Académie des sciences d'outre-mer de Belgique, et membre associé de l'Association des écrivains de la langue française (ADELF).

## Ouvrages
- 1991, Aux mille bonheurs, nouvelle, Revue générale n°10, Ottignies, oct.
- 1991, Qui a tué Patrice Lumumba, Ed. Duculot, Paris – Louvain-la-Neuve.

Cet ouvrage, qui reprend la thèse de doctorat de Jacques Brassinne, est jugé factuel et exact par un critique, mais empreint de parti-pris en faveur de l'establishment belge et sujet à controverse par d'autres.
- 1990, Juillet 60 : de mutineries en sécessions, in Congo Zaïre, Coll. GRIP Informations, Bruxelles.
- 1990, ONU : le grand enlisement, in Congo Zaïre, Coll. GRIP Informations, Bruxelles.
- 1986, Du Congo de Lumumba au Zaïre de Mobutu, éditions Paul Legrain, Bruxelles.
- 1985, Quand le Zaïre s’appelait Congo, Ed. Paul Legrain, Bruxelles.
- 1970, Germeys Pierre, publication photos J.M. Van der Dussen, in Photo tribune, Deurne – Anvers, N°6, juin.

Photos de reportages dans La Libre Belgique et d'autres revues.
- 1977, 25 millions de Sud-Africains malades de l’apartheid, Ed. Elsevier Sequoia, Bruxelles.
- 1965, Congo Congo, De l’indépendance à la guerre civile, Ed. La Table Ronde, Paris.
- 1965, La promenade africaine, Ed. Berger-Levrault, Paris.
- 1963, Coll. Nouvelles images de Belgique, photos de Cayet J, De Coninck J., De Maer V., Dessart Ch., etc, Ed. Charles Dessart, Bruxelles.

Photos de reportages dans La Libre Belgique et d'autres revues.
- 1961, André Ryckmans, Ed. Charles Dessart, Bruxelles.
- 1957, Petitbiquet, roman, Ed. Julliard, Paris.
- ....   , Sylvia des marais, roman, in Audace Vol ..., Paris.
- 1958, Une si bonne petite vieille, nouvelle, in Audace Vol.19, Paris.